# Euskal Herrialdeetako Alderdi Komunista

EHAK-Logo

Euskal Herrialdeetako Alderdi Komunista (EHAK), die Kommunistische Partei der Baskischen Territorien, war eine von 2002 bis 2008 existierende baskische politische Partei mit kommunistischer Ideologie, die für einen unabhängigen baskischen Staat eintrat. Im September 2008 wurde sie auf Antrag der spanischen Regierung durch die Sala especial ("Sonderkammer") des Obersten Gerichtshofs in Madrid als Nachfolgeorganisation der verbotenen linksnationalen Partei Batasuna verboten.
Bis zu den Wahlen zum Parlament der Autonomen Region des Baskenlandes am 17. April 2005 war EHAK nicht angetreten. Die Partei übernahm das Minimalprogramm von Aukera Guztiak (Alle Optionen), die zuvor verboten wurde. Die neu gegründete Bürgerliste wollte garantieren, dass alle gesellschaftlichen Sektoren im neuen Regionalparlament vertreten sind. Aukera Guztiak war verboten worden, weil Kandidaten im Kontakt mit dem Chef der legalen linksnationalistischen Gewerkschaft LAB gestanden hätten, die Batasuna nahesteht. EHAK bot der Wählerschaft von Batasuna an, diese im baskischen Parlament zu vertreten. Die baskischen Kommunisten erhielten 150.188 Stimmen (12,5 %) und erhielten 9 Sitze, zwei mehr als Batasuna zuvor.
Wenige Wochen vor den spanischen Parlamentswahlen wurde die Tätigkeit der Partei ebenso wie jene der traditionsreichen linksnationalistischen Acción Nacionalista Vasca auf Betreiben der Regierung vom prominenten Richter Baltasar Garzón am 8. Februar 2008 für drei Jahre suspendiert.
Eine Teilnahme der Partei bei den Wahlen im März wurde auf diese Weise unterbunden. Im September 2008 erfolgte dann per Gerichtsbeschluss das endgültige Parteiverbot.